# Moulin de Carrière
Le moulin de Carrière est un moulin à eau et un moulin fortifié situé sur la rive gauche du Vidourle, au lieu-dit Carrière, sur le territoire de la commune d'Aubais, dans le Gard, en région Languedoc-Roussillon.

## Géographie
Le barrage de retenue du Moulin de Carrière a été construit au sortir d'une boucle du Vidourle. La retenue d'une hauteur approximative de deux mètres, barre obliquement le cours de la rivière. Cette configuration permet, d'une part, d'assurer en eaux calmes la mise en charge du bief de la roue, d'autre part, d'éviter les effets des « Virdourlades », les débordements se produisant sur la rive opposée, vers Viletelle. Toutefois, cette position, pour privilégiée qu'elle soit, présente aussi l'inconvénient de favoriser l'envasement.

## Historique
Le moulin de Carrière, est un moulin à eau, fortifié, datant probablement de la fin du XIIe siècle et dont la fonction d'origine semble d'abord d'avoir été uniquement blatier. En 1675, lors d'un arrentement est mentionné un usage de moulin drapier, changement d'usage vraisemblablement effectué entre 1655 et 1675. Par la suite à une date qui nous est inconnue, le moulin de Carrière reprendra son activité d'origine : moudre le blé. Au début du XXe siècle, la commune l'achète pour l'intégrer en 1906 à un projet d'élévation et de distribution d'eau à partir d'un puits d'alimentation, dont on peut encore voir un reste de machinerie. Le rendement s'avèrera insuffisant, le moulin est alors abandonné. En 1996, un chantier d'insertion permet d'exhumer les murs ainsi qu'une roue à échelle, métallique pris dans des tonnes de limons déposés en l'absence de courant. En 1999, le moulin devient un lieu d'exposition et un centre d'activité. Cette nouvelles destination a nécessité un aménagement du moulin qui s'est accompagné, de modifications des espaces intérieurs et couverture de certains parements.
Le moulin est inscrit à l'Inventaire général du patrimoine culturel le 11 juin 2002.

## Description
La structure du moulin intègre des éléments de fortifications : mâchicoulis ou meurtrières à simple ébrasement. Ces fortifications font l'intérêt de ce type de moulin dont il ne subsiste que quelques rares exemples. Les différents murs intérieurs et extérieurs sont pour la plupart construits en pierre à bossages rustiques. Il semblerait ainsi que le moulin de Carrière ait été l'objet de deux phases de construction. De l'époque médiévale ne subsisteraient que les murs du premier niveau et deuxième niveau, construits avec de grandes pierres de calcaire dense, la salle basse étant la salle la plus ancienne. Les deux premiers niveaux sont construits avec de grandes pierres de calcaire dense. Les mâchicoulis ou système de hourds sont de la même époque. Au-dessus de cet appareil à bossages un appareil alterné régulier pratiquement au même niveau pour toutes les façades jusqu'au partie située au niveau du toit, paraît postérieure, à cause de nombreux décrochements et anomalies.

## Galerie

Moulin de Carrière.
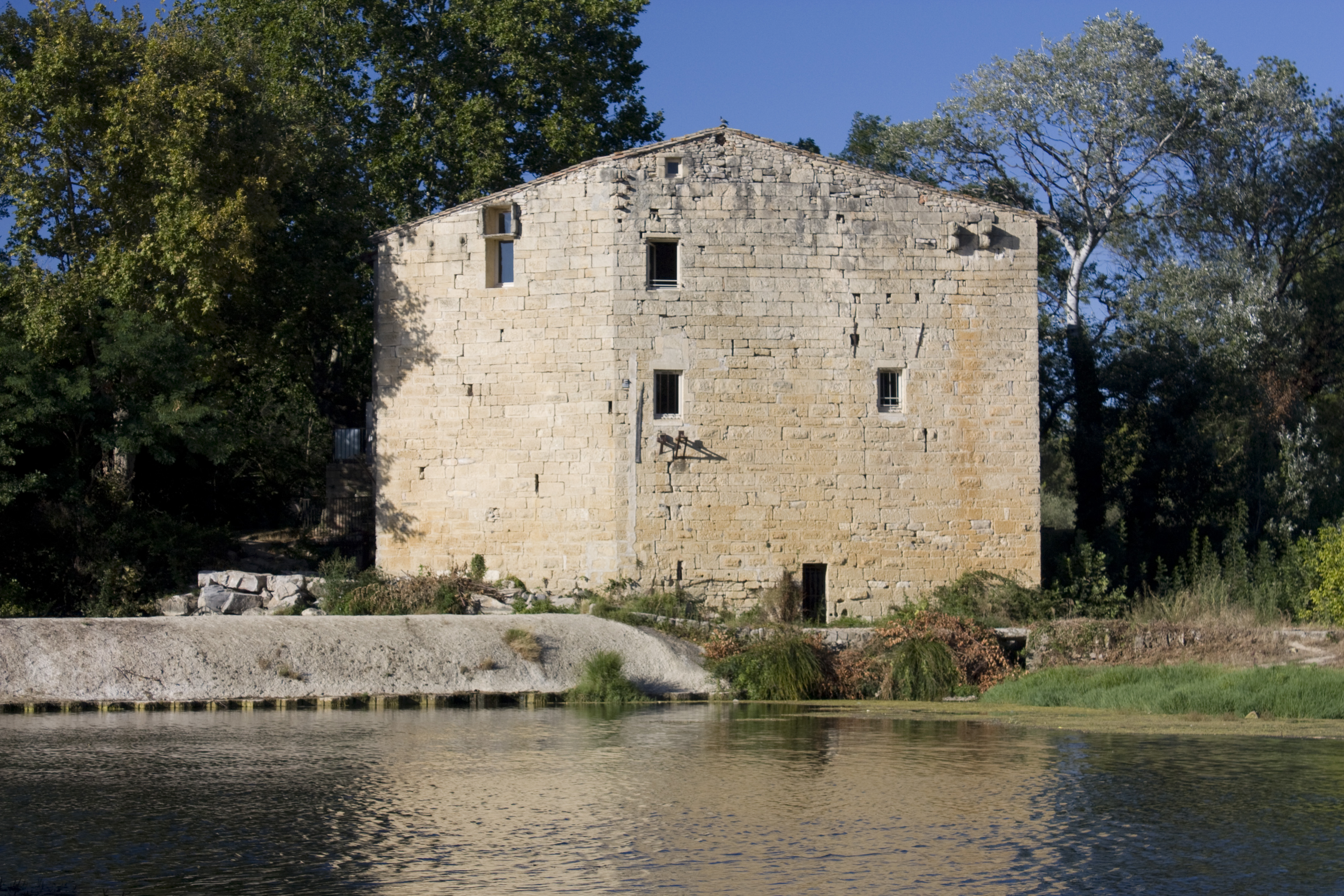
Le moulin
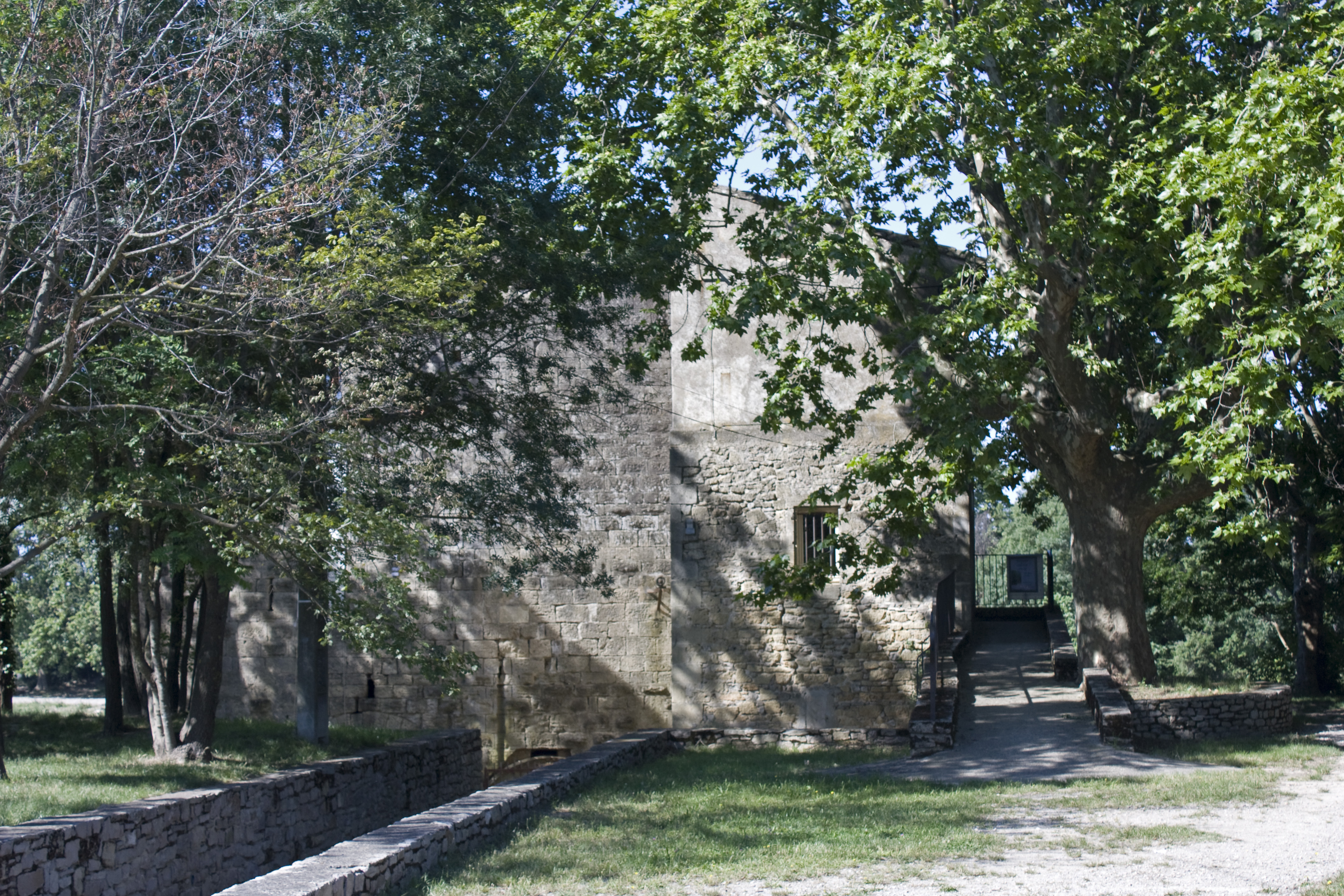
Accès au ruisseau et à la roue.
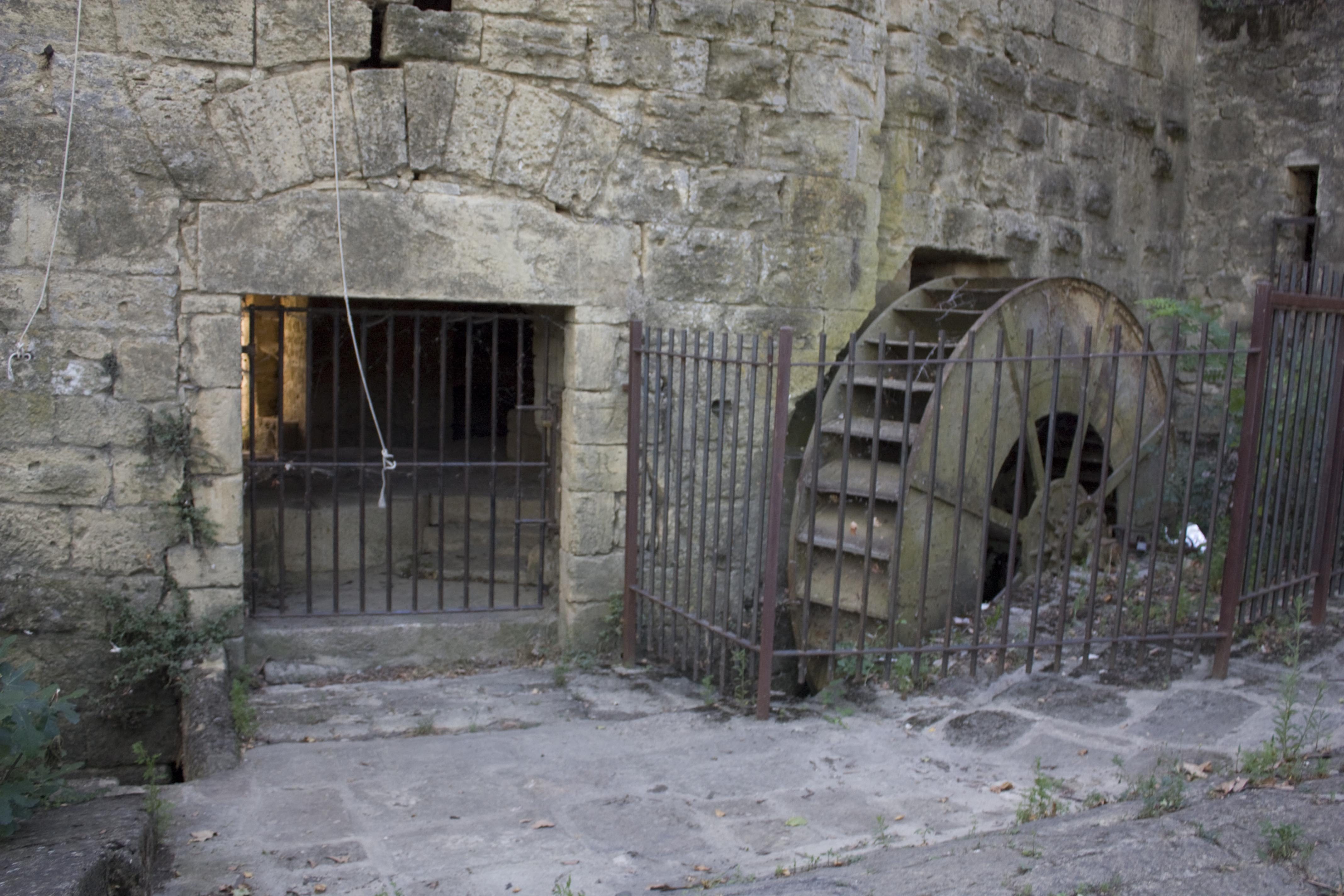
Salle des meules